# Babylon (serie de televisión)
Babylon es un unitario argentino producido por GP Media S.A. para Canal 9, ganador de los concursos del Instituto Nacional de Cine y Artes Audiovisuales (INCAA) y el Ministerio de Planificación. Está protagonizada por Norman Briski, Federico Olivera, Luis Luque, Martina Gusmán, además cuenta con las participaciones especiales de Martín Slipak, Inés Palombo y Santiago Pedrero.
Se trata de un policial negro en tono de comedia de 13 capítulos, y en cada uno de ellos se resolverá un caso policial diferente, mientras, al mismo tiempo, un relato lineal desarrollará la vida de los protagonistas desde 1973 hasta el 2012.

## Reparto

### Personajes principales
- Norman Briski como comisario retirado Lauro Das Pedras
- Luis Luque como Comisario Clay
- Federico Olivera como Frank Vitelli
- Martina Gusmán como La Tanita

### Personajes secundarios
- Santiago Pedrero como Inspector Gantman
- Alexia Moyano como Pucca
- Carlos Rivkin como Juan Antonio Gabrielli
- John Mc Inerny como Suboficial Jelinek
- María Zamarbide como Gilda

### Participaciones especiales
- Martín Slipak
- Inés Palombo como Carla Tobares
- Gigí Ruá
- Coraje Ábalos
- Diego Ripoll como Fonseca
- Chucho Fernández como Pulmón Pernia
- Cecilia Carrizo

## Lista de capítulos
1. El extraño caso del diablo en el campanario
2. El extraño caso del arma caliente
3. El extraño caso de los ojos bien abiertos
4. El extraño caso del cálculo brillante
5. El extraño caso de los miomorfos expansivos (primera parte)
6. El extraño caso de los miomorfos expansivos (segunda parte)
7. El extraño caso de las obesas degolladas (primera parte)
8. El extraño caso de las obesas degolladas (segunda parte)
9. El extraño caso de los besos sellados (primera parte)
10. El extraño caso de los besos sellados (segunda parte)
11. El extraño caso de los besos sellados (tercera parte)
12. El extraño caso del riñón asesino
13. El extraño caso de la triple carambola –capítulo extendido–

## Audiencia
El unitario promedió en sus 13 episodios un rating de 1.7 puntos, según la medidora IBOPE. El pico lo alcanzó en su primer y tercer capítulo cuando midió 2.0 y el piso lo conoció en el undécimo episodio, con 0.9 puntos.

## Ficha técnica
- Idea original: Gastón Portal
- Libro: Gastón Portal, Alberto Muñoz y Javier Castro Albano
- Dirección integral: Gastón Portal
- Producción ejecutiva: Betina Brewda
- Producción general: Gastón Portal
- Dirección de fotografía: Martín Irigoyen
- Montaje: Laureano Rizzo
- Asistente de Dirección: Sebastián Dietsch
- Dirección de Arte: Paola Giai
- Vestuarista: Paula López
- Jefa de producción: Victoria Cianfagna
- Jefe de producción de unidad: Luis Aguer